# Beehive Live
Beehive Live  è un album dal vivo del chitarrista statunitense Paul Gilbert, pubblicato nel 1999.

## Tracce
1. Heavy Disco Trip – 3:25 (Paul Gilbert)
2. Be My Wife – 5:25 (Gilbert)
3. Get It – 2:33 (Gilbert)
4. Mr. Skin (cover degli Spirit) – 4:48 (Jay Ferguson)
5. Down to Mexico – 3:44 (Gilbert)
6. Girls Who Can Read Your Mind – 3:27 (Gilbert)
7. Tell the Truth – 7:41 (Gilbert)
8. Bumblebee – 4:22 (Gilbert)
9. Million Dollar Smile – 2:18 (Gilbert)
10. Hold Her Tight (cover dei The Osmonds) – 3:31 (Alan Osmond, Merrill Osmond, Wayne Osmond)
11. I'm Just in Love – 2:39 (Gilbert)
12. Red Rooster – 5:36 (Gilbert)
13. To Be with You (cover dei Mr. Big) – 5:41 (Eric Martin, David Grahame)
14. Karn Evil 9 (cover degli Emerson, Lake & Palmer) – 5:15 (Keith Emerson, Greg Lake, Peter Sinfield)

## Formazione
- Paul Gilbert – chitarra, voce
- Billy Morris – chitarra, cori
- Scotty Johnson – chitarra, tastiere, cori
- Mike Szuter – basso, cori
- Jeff Martin – batteria, cori